# 8 Aquilae
8 Aquilae, som är stjärnans Flamsteed-beteckning, är en ensam stjärna belägen i den mellersta delen av stjärnbilden Örnen.  Den har en genomsnittlig skenbar magnitud på ca 6,08 och är mycket svagt synlig för blotta ögat där ljusföroreningar ej förekommer. Baserat på parallax enligt Gaia Data Release 2 på ca 12,3 mas, beräknas den befinna sig på ett avstånd på ca 266 ljusår (ca 82 parsek) från solen. Den rör sig bort från solen med en heliocentrisk radialhastighet av ca 12 km/s.

## Egenskaper
8 Aquilae är en gul till vit jättestjärna av spektralklass F2 III, som Abt och Morrell (1995) tidigare klassat som spektralklass F0 IV,  vilket anger att den är en underjätte av spektraltyp F. Den har en massa som är ca 1,6  solmassor och utsänder ca 19 gånger mera energi än solen från dess fotosfär vid en effektiv temperatur av ca 7 400 K.
8 Aquilae är en pulserande variabel av Delta Scuti-typ (DSCT), som har visuell magnitud +6,07 och varierar med 0,02 magnituder i amplitud och en period av 0,08073 dygn eller 116,25 minuter, men med minst tre överlappande pulseringsfrekvenser.